# Gurina
Gurina est une petite localité de la commune autrichienne de Dellach, dans la haute vallée de la Gail (Gailtal), en Carinthie. Elle possède un site archéologique qui a été occupé de la fin de l'âge du bronze jusqu'à l'époque impériale romaine.

## Situation
Le site de Gurina domine la vallée de la Gail, sur le versant sud du Jauken, au nord du village de Dellach, à une altitude variant entre 800 et 900 mètres. Il s'étend sur cinq hectares environ.

## Historique des fouilles
Des découvertes isolées sont faites sur le site dès le XVIIe siècle. La première fouille systématique est menée en 1884 par A. B. Meyer, qui en publie les résultats en 1885. Trois autres campagnes se succèdent de 1885 à 1887 sans donner lieu à publication. En 1993 et 1994, Paul Gleirscher, du Landesmuseum de Carinthie, conduit deux campagnes de fouilles portant sur la nécropole hallstattienne et le mur de fortification celtique. Un projet de fouilles méthodiques sur cinq ans est lancé en 2004 par la municipalité de Dellach, avec l'appui de diverses instances locales ; les fouilles sont dirigées par Peter Gamper. La municipalité a l'ambition de créer un parc archéologique pour attirer les touristes. C'est dans ce cadre qu'est construit le « temple d'Hercule » sur la partie la plus élevée du site.

## Nécropole et habitat hallstattiens

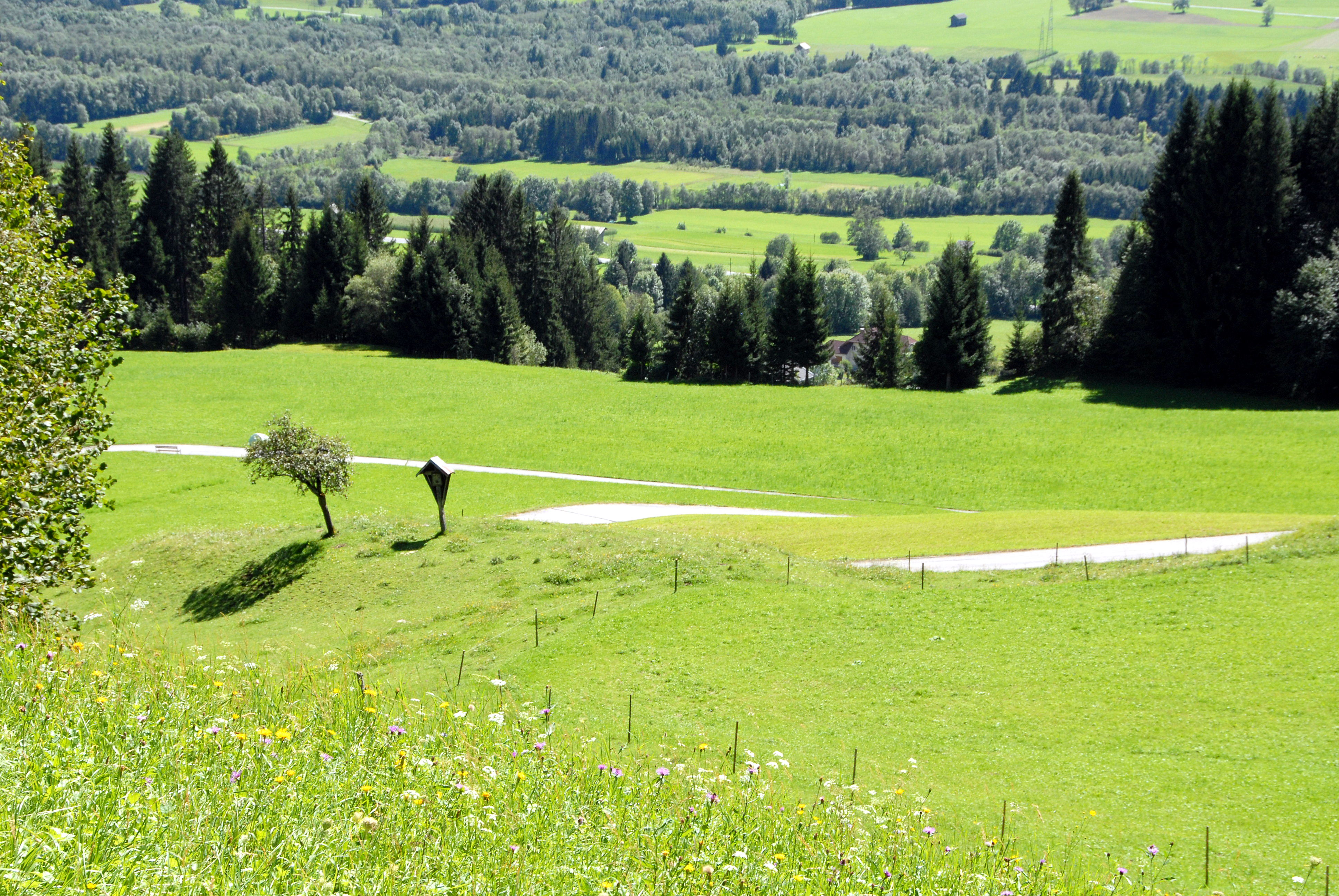
Tumulus hallstattien à Gurina.

Le site est occupé au moins depuis le IXe siècle av. J.-C. Une nécropole a été découverte au lieu-dit Schmeisser Boden (au sud-ouest du site) dès la campagne de fouilles de 1885 (Josef Szombathy). Elle a été à nouveau fouillée par Paul Gleirscher en 1993. Il s'agit d'un groupe de petits tumulus qui semblent concerner la classe dominante. Ils s'étendent du IXe au VIe siècle av. J.-C. et présentent des caractéristiques qui les rapprochent des stades contemporains de la culture atestine. Les tumulus ne dépassent pas 6 m de diamètre et leur chambre funéraire – rectangulaire ou ovale – mesure 1 à 1,5 m. Ces sépultures, violées dès l'Antiquité, n'ont pas donné un matériel très abondant.
Un habitat a été dégagé lors des fouilles de 2005 et 2007 au sud de la terrasse du temple. Il date du Ve au IVe siècle av. J.-C.

## Occupation au second âge du fer
Le site est occupé au IIIe siècle av. J.-C. par les Celtes. La céramique, l'armement et les parures relèvent de la culture de La Tène. Aucune trace de bâtiment ne correspond à cette période ; les vestiges ont vraisemblablement été enfouis sous les constructions romaines ultérieures. L'élément le plus remarquable est la découverte de plaques de bronze qui, par leurs inscriptions en écriture et langue vénètes et leur décor, témoignent de l'influence de la culture atestine, en particulier sur le plan religieux et artistique, sur les populations celtes nouvellement installées dans les vallées des Alpes orientales, comme du côté italien à Lagole, dans le Cadore.

## Ville romaine
Dès l'établissement du protectorat romain sur la Norique (16-15 av. J.-C.), une ville romaine est bâtie sur le site de Gurina. Les découvertes montrent que la ville a connu son âge d'or sous les règnes d'Auguste et de Tibère. À partir du deuxième tiers du Ier siècle, les traces se font plus rares.
Un temple de tradition celto-romaine, un grand bâtiment administratif (25,6 m x 40,2 m) au pied du temple et des maisons ont été dégagés, ainsi que le mur de fortification qui ceinturait la ville (dont une tour de fortification et la porte sud-est ont été fouillées).
Les objets découverts dans les fouilles viennent de la population celte autochtone, mais on a trouvé aussi des pièces d'équipement des soldats romains.
Des rapprochements peuvent être effectués avec les découvertes contemporaines dans la cité romaine du Magdalensberg. Le déclin de Gurina peut s'expliquer par la concurrence de Virunum, qui se développe à partir du règne de Claude et devient la capitale de la province romaine de Norique.

## Le parc archéologique et le «temple d'Hercule»
L'idée du parc archéologique, apparue vers 2004, a commencé à se concrétiser avec la construction du « temple d'Hercule ». Dès les premières fouilles de la fin du XIXe siècle, les restes d'un temple romain ont été mis au jour. L'édifice a fait l'objet d'une étude systématique en 2004. Il s'agit d'un sanctuaire de type fanum, mêlant des influences celtiques et romaines, qui date du tout début du Ier siècle. Le temple mesurait 11 m x 11,3 m. Il en reste les vestiges du sol et des murs, avec des traces des colonnes et de la peinture. De nombreuses statuettes d'Hercule ont été découvertes sur le site, ce qui a fait penser que le temple pouvait lui être consacré.
La reconstruction, réalisée à 1,5 m à l'est des vestiges du temple romain pour ne pas affecter l'édifice ancien, a été dirigée par le responsable des fouilles, Peter Gamper, qui s'est appuyé sur ce qu'on pouvait savoir du temple authentique et sur des exemples d'édifices comparables dans le monde romain.
En 2011-2012, a été entreprise la reconstitution de la nécropole hallstattienne.